# 선린중학교
선린중학교(善隣中學校)는 대한민국 서울특별시 용산구 청파동3가에 있는 공립 중학교이다.

## 학교 연혁
- 1899년 6월 24일 : 대한제국 관립 상공학교 창립
- 1904년 6월 8일 : 관립 농상공학교로 개편
- 1907년 4월 1일 : 사립 선린상업학교로 개편
- 1947년 7월 17일 : 공립 선린상업 중학교로 재개편
- 1952년 3월 : 제1회(구64회) 졸업
- 1953년 5월 8일 : 선린중학교로 교명 변경
- 2000년 6월 : 학교급식시설 준공, 전교생 급식 실시
- 2000년 12월 : 남녀공학 변경인가 여학생 4학급 증설
- 2002년 12월 : 정보화센터 준공
- 2018년 2월 : 제67회 졸업식(190명, 37,812명)
- 2018년 3월 : 신입생 입학 182명(남 123명, 여 59명)
- 2023년 3월 : 제28대 김상근 교장 취임

## 참고 자료
- 선린중학교 - 한국교육학술정보원 학교알리미